# Sylvie Peperstraete
Sylvie Peperstraete, née en 1977, est une historienne de l'art belge spécialiste des religions du Mexique ancien. 

## Biographie
Sylvie Peperstraete est professeure à l’Université libre de Bruxelles et directrice d’études cumulante à l’École pratique des hautes études à Paris. Elle est également collaboratrice scientifique au Musée Art & Histoire de Bruxelles, section « Amériques », et membre de l’Académie royale des sciences d'outre-mer qu'elle a présidée en 2022.
Ses recherches sont consacrées à la culture aztèque, qu’elle étudie dans une perspective interdisciplinaire (ethnohistoire, iconologie, archéologie, philologie). Elle s'intéresse particulièrement aux manuscrits pictographiques ou "codex" ainsi qu'aux documents écrits du début de l'époque coloniale.
Sylvie Peperstraete dirige les collections Du Côté des Amérindiens et Problèmes d’Histoire des Religions .

## Principales publications[7],[8]

### Livres
- Sylvie Peperstraete, La « Chronique X ». Reconstitution et analyse d’une source perdue fondamentale sur la civilisation aztèque, Oxford, Archaeopress (Collection « British Archaeological Reports – International Series", n°1630), 602 p.
- Sylvie Peperstraete (éd.), Image and Ritual in the Aztec World, Oxford, Archaeopress (Collection "British Archaeological Reports – International Series", n°1896), 2009, 134 p.
- Alain Dierkens, Sylvie Peperstraete et Cécile Vanderpelen-Diagre (éds.), Art et religion, Bruxelles, Editions de l’Université de Bruxelles (Collection "Problèmes d’Histoire des Religions", vol. XX), 2010. 226 p.
- Nathalie Ragot, Sylvie Peperstraete et Guilhem Olivier (éds.), La quête du Serpent à Plumes. Arts et religions de l’Amérique précolombienne: Hommage à Michel Graulich, Turnhout, Brepols (Collection "Bibliothèque de l’École des Hautes Études – Sciences religieuses", vol. 146), 2011, 479 p.
- Sylvie Peperstraete (éd.), Animal et religion, Bruxelles, Editions de l’Université de Bruxelles (Collection "Problèmes d’Histoire des Religions", vol. XXIII), 2016, 220 p.
- Sylvie Peperstraete et Monique Weis (éds.), Des saints et des martyrs. Hommage à Alain Dierkens, Bruxelles, Editions de l'Université de Bruxelles (Collection "Problèmes d’Histoire des Religions", vol. XXV), 2018, 206 p.
- Sylvie Peperstraete et José Contel (éds.), Le Codex Borbonicus, Paris, Citadelles & Mazenod, 2021, 256 p. + facsimilé 36 pl.
- Sylvie Peperstraete, À l'ombre de Quetzalcoatl. Les prêtres et l'organisation sacerdotale aztèques, Turnhout, Brepols, 2023, 778 p.

### Articles
- Sylvie Peperstraete, "Los murales de Ocotelulco y el problema de la procedencia del Códice Borgia", Estudios de Cultura Náhuatl, n°37, 2006, p. 15-32.
- Sylvie Peperstraete, "El cihuacoatl Tlacaelel: su papel en el imperio azteca y su iconografia", dans G. Olivier (éd.), Símbolos de poder en Mesoamérica, Mexico, Universidad Nacional Autónoma de México, 2008, p. 375-391.
- Sylvie Peperstraete, "Los ritos aztecas en imagenes. Textos y representaciones de los dioses y fiestas en la obra de Fray Diego Duran", dans S. Peperstraete (éd.), Image and Ritual in the Aztec World, Oxford, Archaeopress (Collection "British Archaeological Reports – International Series", n°1896), 2009, p. 100-112.
- Sylvie Peperstraete, "Nouvelles hypothèses sur la Crónica Mexicáyotl", Journal de la Société des Américanistes, n°96(1), 2010, p. 7-37.
- Sylvie Peperstraete, "Le monolithe de Tlaltecuhtli : cosmovision et guerre sacrée au Grand Temple de Mexico-Tenochtitlan", dans N. Ragot, S. Peperstraete et G. Olivier (éds.), La quête du Serpent à Plumes. Arts et religions de l’Amérique précolombienne. Hommage à Michel Graulich, Turnhout, Brepols (Collection "Bibliothèque de l’École des Hautes Études – Sciences religieuses", vol. 146), 2011, p. 375-388.
- Sylvie Peperstraete, "Ometeotl et l’émergence de la polarité masculin-féminin dans la cosmogonie aztèque", Asdiwal – Revue genevoise d’anthropologie et d’histoire des religions, n°7, 2012, p. 87-98.
- Sylvie Peperstraete, "Le sacrifice humain au Mexique central préhispanique. Mise en scène et en images d’un rite spectaculaire", Degrés – Revue de synthèse à orientation sémiologique, n°151-152, 2012, p. 1-10.
- Sylvie Peperstraete, "La fonction sacerdotale au Mexique préhispanique", Annuaire de l’École pratique des hautes études, section des sciences religieuses, n°121, 2014, p. 1-11.
- Sylvie Peperstraete et Gabriel Kenrick Kruell, "Determining the Authorship of the Crónica Mexicayotl", The Americas. A Quarterly Review of Latin American History, n°71(2), 2014, p. 315-338.
- Sylvie Peperstraete, "La fonction sacerdotale au Mexique préhispanique (II)", Annuaire de l’École pratique des hautes études, section des sciences religieuses, n°122, 2015, p. 1-10.
- Sylvie Peperstraete, "Teteo et ixiptlahuan. Les dieux aztèques et leur iconographie", Koregos – Revue et encyclopédie multimédia des arts, 2015.
- Sylvie Peperstraete, "Les récits indigènes de la conquête du Mexique et leur utilisation par les chroniqueurs espagnols", dans E. Roulet (éd.), Ecritures indigènes de la conquête du Mexique, Aachen, Shaker Verlag, 2015, p. 51-75.
- Sylvie Peperstraete, "La manifestación de la identidad de la nobleza indígena colonial en los escritos de F. A. Tezozomoc", dans P. Lesbre et K. Mikulska (éds.), Identidad en palabras. Nobleza indigena novohispana, Mexico, Universidad Nacional Autonoma de México, Université de Varsovie et Université de Toulouse, 2016, p. 197-210.
- Sylvie Peperstraete, "La fonction sacerdotale au Mexique préhispanique (III)", Annuaire de l’École pratique des hautes études, section des sciences religieuses, n°123, 2016, p. 9-15.
- Sylvie Peperstraete, "La fonction sacerdotale au Mexique préhispanique (IV)", Annuaire de l’École pratique des hautes études, section des sciences religieuses, n°124, 2017, p. 1-14.
- Sylvie Peperstraete, "Les prêtres indigènes dans les récits des conquistadores de Mexico", dans E. Roulet (éd.), Conquistadores, négriers et inquisiteurs. Trois figures majeures du monde colonial américain, XVIe – XVIIIe siècles. Hommages à Bernard Grunberg, Paris, L’Harmattan, 2018, p. 233-252.
- Sylvie Peperstraete, "Missionaries as Ethnographers in Sixteenth-Century Mexico", The Japan Mission Journal, n°73(1), 2019, p. 42-53.
- Sylvie Peperstraete, "Chalchiuhtlicue, or 'Jade Skirt': the Aztec Goddess of Water, and Fertility Rites", Arts & Cultures, n°20, 2019, p. 158-167.
- Sylvie Peperstraete, "Representing the Human Body in Postclassic Central Mexico. A Study of Proportions and their Evolution in the Aztec Pictorial Tradition", dans Chr. S. Beekman et B. Faugère (éds.), Anthropomorphic Imagery in the Mesoamerican Highlands. Gods, Ancestors, and Human Beings, 2020, Boulder, University Press of Colorado, p. 331-354.
- Sylvie Peperstraete, "黒煤と刺突儀礼―アステカ神官の衣装と属性― (Black Soot and Ritual Piercings: Aztec Priests’ Attire and Attributes)", Research Papers of the Anthropological Institute, n°9, 2020, p. 3-22.
- Sylvie Peperstraete, « Les fêtes des vingtaines dans les histoires de Mexico-Tenochtitlan écrites à l’époque coloniale », Cahiers d’Histoire de l’Amérique Coloniale, n°8, 2020, p. 29-47.
- Sylvie Peperstraete, « L’organisation sacerdotale aztèque », Mythologie(s), hors-série n°8, 2020, p. 92-95.
- Sylvie Peperstraete, « Les modèles mythiques des prêtres aztèques », Mythologie(s), hors-série n°8, 2020, p. 80-83.
- Sylvie Peperstraete, « Atours et fonctions des prêtres mésoaméricains », Mythologie(s), hors-série n°8, 2020, p. 86-89.
- Sylvie Peperstraete, « Le Mexique indigène face à la ‘conquête spirituelle’. Le sort des prêtres amérindiens à l’époque coloniale », dans A. Morelli et J. Tyssens (éds.), Quand une religion se termine… Facteurs politiques et sociaux de la disparition des religions, Louvain-la-Neuve, EME Éditions, 2020, p. 157-180.
- Sylvie Peperstraete, « Myths, Rites, and the Agricultural Cycle: The Huixtotin Priests and the Veintenas », dans E. Dupey García et E. Mazzetto (éds.), Mesoamerican Rituals and the Solar Cycle New Perspectives on the Veintena Festivals, New York, Peter Lang, 2021, p. 185-206.
- Sylvie Peperstraete et Gabriel Kenrick Kruell, « Las relaciones de la Crónica mexicana con otras historias de tradición indígena », dans Hernando Alvarado Tezozómoc, Crónica mexicana – Manuscrito Kraus 117 (pp. 77-104), J. R. Romero Galván (éd.), Mexico, Universidad Nacional Autónoma de México, 2021, p. 77-104.